# Близнюки (село)
Близнюки (укр. Близнюки, до 2024 года — Суворовка) — село,
Красовский сельский совет,
Криворожский район,
Днепропетровская область,
Украина.
Основано в качестве еврейской земледельческой колонии.
Код КОАТУУ — 1221883508. Население по переписи 2001 года составляло 283 человека.

## Географическое положение
Село Суворовка находится на левом берегу безымянной пересыхающей речушки, выше по течению примыкает село Красовское, ниже по течению на расстоянии в 1 км расположено село Андрусовка.
На реке несколько запруд.

## История
Возникло как еврейская земледельческая колония Гроссер, была назван в честь Бронислава Гроссера, деятеля еврейского революционного движения.
- В 1946 году село Гроссер переименовано в Суворовку[3].